# Julius von der Lancken
Julius Christoph von der Lancken (* 19. März 1767 in Presenske; † 1831 in Berlin) war ein Gutsherr und Gründer von Juliusruh.

## Herkunft

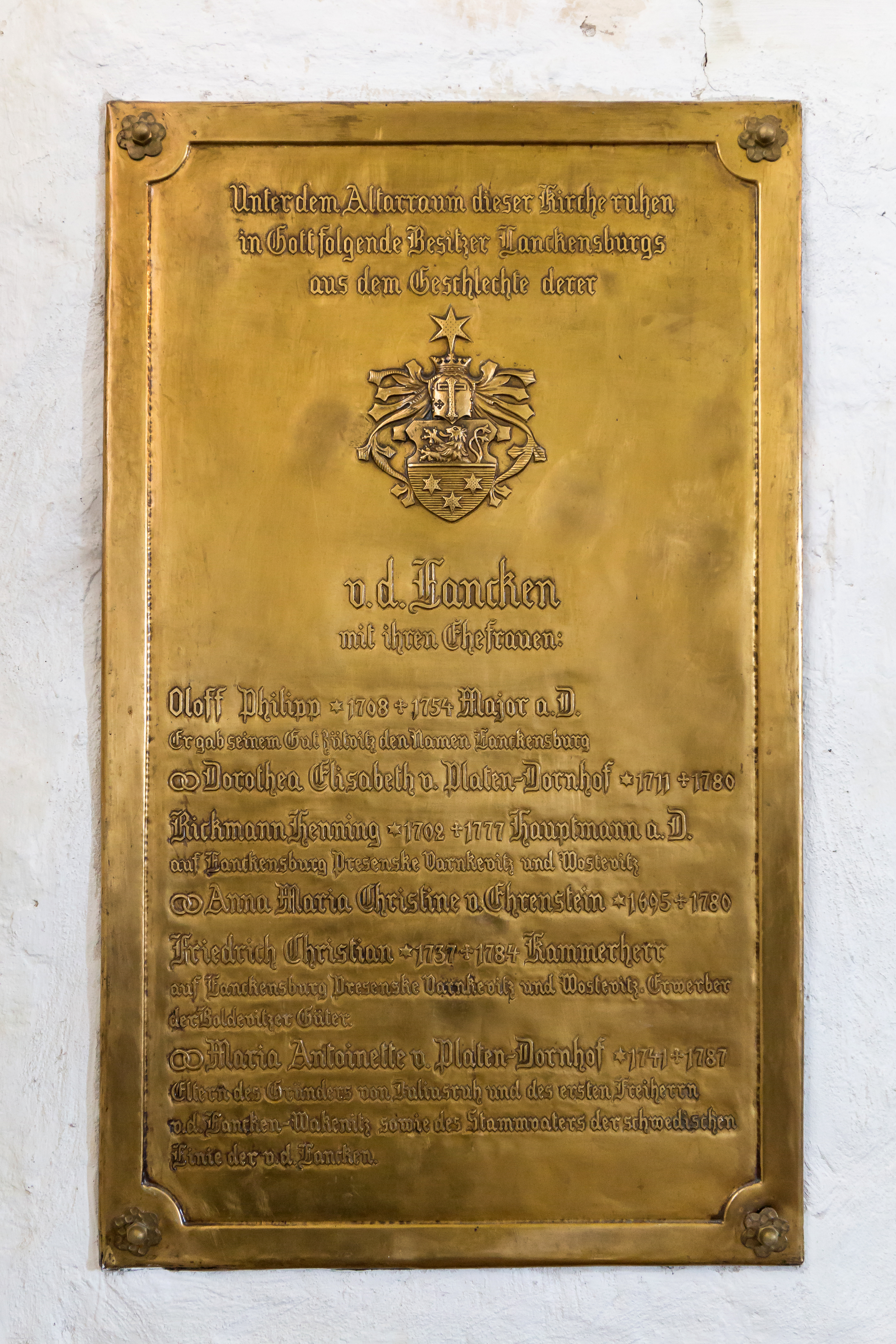
Tafel in der Pfarrkirche Altenkirchen mit Angabe seiner Eltern ganz unten.

Julius von der Lancken war ein Sohn von Friedrich Christian von der Lancken (1737–1784) und dessen Ehefrau Maria Antoinette, geborene von Platen-Dornhof (1741–1787). Sein Vater war früher Königlich Schwedischer Kammerherr und Erbherr der Güter Lanckensburg, Presenske, Varnkevitz und Veyervitz.

## Leben

### Kindheit und Jugend
Julius von der Lancken hatte wohl sieben Brüder und drei Schwestern. Über seine Jugend gibt es keine gesicherten Belege, aber höchstwahrscheinlich bekam er Unterricht von einem Hauslehrer, möglicherweise von dem Pastor und Schriftsteller Ludwig Gotthard Kosegarten. Der junge Julius interessierte sich für Gartenbau und Landwirtschaft, war nachdenklich, künstlerisch interessiert, weichherzig und sensibel.

### Studium und Militär
Er begann ein Studium, wahrscheinlich in Greifswald oder Königsberg (Preußen), das er abbrach und wie einige seiner Brüder die Laufbahn als Offizier einschlug, zunächst im preußischen Infanterieregiment Nr. 11 in Königsberg (Preußen). Nach dem Tod seines jüngeren Bruders Carl 1785 wechselte er 1791 nach Malmö ins schwedische Husarenregiment. Den Tod seines Bruders Carl, der nachts von seinem Diener bei einem Raubversuch erwürgt wurde, konnte er auch Jahre später nicht verwinden. Dies trug dazu bei, dass Julius von der Lancken der ohnehin vorhandenen Sehnsucht nach Rügen nachgab und seine militärische Laufbahn beendete, weil der Militärdienst ihm keine Antwort auf seine Fragen zum Leben geben konnte.

### Rückkehr und Traum
Im Frühjahr 1793 kehrte er nach Rügen zurück und erhielt gemäß des Testamentes seines Vaters von 1783 die Güter Lanckensburg und Veyervitz, zog nach Lanckensburg und kaufte seinem Bruder Ehrenfried das Gut Presenske ab. Weil er nicht zur Ruhe kam, unternahm er lange Spaziergänge im Wald und am Strand, bis er eines Tages die Stelle erreichte, an der er seine Idee eines Landsitzes mit Garten, Park und mit einmaliger Aussicht auf das Meer, umsetzen wollte. Diesen Landsitz wollte er Juliusruh nennen, weil er hoffte, dort die ersehnte Ruhe für immer zu finden.

### Entstehung des Parks
Das Land hinter der Düne war karg, denn es gab keine Bäume und Sträucher, sondern nur sumpfige Heide und heftigen Dünensand. Trotzdem wollte er seinen Plan umsetzen und beauftragte seinen Gutsverwalter mit den Aushubarbeiten. Zunächst musste der Sand mit Fuhrwerken wahrscheinlich tage-, wochen-, oder monatelang abgefahren werden, um dann Erde und Mist aufzubringen. Die Erde stammte von den Feldern, die Julius von der Lancken auf Wittow besaß. Letztendlich ruinierte er damit die Güter und geriet auch deshalb schon einige Jahre später in finanzielle Probleme. Die vorgesehenen Lindenbäume holte er persönlich mit einem angeheuerten Schiff aus Schonen von seinem Bekannten Leif Holgers, der dort eine Baumschule betrieb und den er von seiner Militärzeit in Malmö kannte. Die Orangenbäume für die Orangerie stammten aus südlichen Gefilden. Woher die anderen Baumarten, Büsche, Stauden und Blumen kamen, ist nicht bekannt. Heute finden sich im Park achtzehn unterschiedliche Baumarten: Winterlinden, Spitz- und Feldahorn, zwei Erlen-Arten, Birken, Eschen, Pappeln, Hainbuchen, Stieleichen, Traubeneichen, Hängeweiden und Fichten. Hinzu kommen rund zwanzig Arten von Sträuchern, Obstbäumen und Ziergewächsen. Da der Park Julius von der Lanckens Landsitz werden sollte, wurden auch ein Wohnhaus, unterschiedliche Stallgebäude, darunter eine Wagenremise, ein Pferde- und ein Reitstall, ein Logierflügel, ein Badehaus und ein Orangenhaus für die Pflanzen im Winter gebaut. Außerdem gab es im Park ein Schwanenhaus am Teich und einen Pavillon auf dem Eiskellerhügel.

### Heirat und finanzielle Schwierigkeiten
Als alles fertig war, konnte der junge Mann seinen Park genießen, der Duft von Blumen und Blüten vermischte sich mit dem salzigen Aroma der Ostsee. Im Juni 1800 heiratete er Juliana Catharina Gaten und aus der Ehe sollten neun Kinder hervorgehen. Allerdings hatte er sich mit dem Park finanziell übernommen und weil die Felder, von denen vor einigen Jahren die Erde für den Park abgefahren worden war, ertraglos blieben, musste er 1803 notgedrungen Juliusruh und seinen gesamten Grundbesitz auf Rügen verkaufen. Nachdem eine Lotterie nicht zustande kam, verkaufte er an seinen Lehnsvetter Philipp Carl Rickmann von der Lancken für die Summe von 191.000 Reichstalern, was heute mindestens 3,8 Millionen Euro entspricht.

### Weiterer Werdegang
1804 zog er zusammen mit seiner Frau nach Berlin. Danach verliert sich seine Spur, bis auf einen Briefwechsel, den er 1827 mit dem Superintendenten von Altenkirchen führte. In dem Briefwechsel stellte er in Aussicht, dem gespendeten Kartoffelacker noch eineinhalb Morgen hinzuzufügen, damit durch die Vergrößerung jeder Parzelle eine wirkungsvollere Hilfe für die Armen möglich ist, wenn es ihm seine Verhälnisse gestatten würden. Viele Jahre früher, als Julius von der Lancken noch in Juliusruh wohnte, hatte er in Altenkirchen ein Stück Acker gekauft, es in acht gleich große Parzellen geteilt und dies der dortigen Kirche für bedürftige Familien geschenkt. Julius von der Lancken starb 1831 in Berlin.